# Drymaria tenuis
Drymaria tenuis är en nejlikväxtart som beskrevs av S. Wats. Drymaria tenuis ingår i släktet Drymaria och familjen nejlikväxter. Inga underarter finns listade i Catalogue of Life.